# Kathleen O’Connor (Politikerin)
Kathleen O’Connor (verheiratete Kathleen Fitzgerald, * 30. Juli 1934 in Tralee, County Kerry, Irland; † 13. Dezember 2017 in Cork) war eine irische Politikerin der Clann na Poblachta und Lehrerin. Sie war von Februar 1956 bis März 1957 Teachta Dála (Abgeordnete) im Dáil Éireann, dem irischen Unterhaus im Oireachtas.

## Biografie
Nach ihrer Schulzeit wollte Kathleen O’Connor Lehrerin werden und arbeitete bereits an der Meen National School in Knocknagoshel. Während der Freizeit unterstützte sie ihren Vater John O’Connor und übernahm diverse Sekretariatsaufgaben. Als ihr Vater bei einem Verkehrsunfall getötet wurde, sprach Seán MacBride sie an, ob sie nicht ihrem Vater nachfolgen könne. Kathleen O’Connor war zu dem Zeitpunkt 21 Jahre alt. Sie gewann dann die Nachwahl im Wahlkreis Kerry North am 29. Februar 1956 gegen den einzigen Kandidaten der Fianna Fáil. Bei den Wahlen 1957 trat sie nicht mehr an. Sie war eine der jüngsten Mitglieder des Dáil. Danach übte sie ihren erlernten Beruf der Lehrerin aus. 
Kathleen Fitzgerald war mit Eamon verheiratet und hatte mit ihm vier Kinder.